# Alcoletge
Alcoletge é um município da Espanha na comarca de Segrià, província de Lérida, comunidade autónoma da Catalunha. Tem 16,7 km² de área e em 2021 tinha 3 492 habitantes (densidade: 209,1 hab./km²).

## Demografia
| Variação demográfica do município entre 1991 e 2004[carece de fontes?] | Variação demográfica do município entre 1991 e 2004[carece de fontes?] | Variação demográfica do município entre 1991 e 2004[carece de fontes?] | Variação demográfica do município entre 1991 e 2004[carece de fontes?] |
| ---------------------------------------------------------------------- | ---------------------------------------------------------------------- | ---------------------------------------------------------------------- | ---------------------------------------------------------------------- |
| 1991                                                                   | 1996                                                                   | 2001                                                                   | 2004                                                                   |
| 1517                                                                   | 1618                                                                   | 1784                                                                   | 1973                                                                   |